# Molești, Ialoveni
Molești este un sat din raionul Ialoveni, Republica Moldova.
La 2 km sud de sat este amplasată rezervația naturală silvică Molești.

## Demografie

### Structura etnică
Structura etnică a localității conform recensământului populației din 2004:
| Grup etnic                                               | Populație | % Procentaj   |
| -------------------------------------------------------- | --------- | ------------- |
| Băștinași declarați Moldoveni Băștinași declarați Români | 2317 446  | 83,26% 16,03% |
| Ruși                                                     | 10        | 0,36%         |
| Găgăuzi                                                  | 6         | 0,22%         |
| Ucraineni                                                | 1         | 0,04%         |
| Bulgari                                                  | 1         | 0,04%         |
| Țigani                                                   | 1         | 0,04%         |
| Alții                                                    | 1         | 0,04%         |
| Total                                                    | 2783      |               |

## Administrație și politică
Componența Consiliului local Molești (13 consilieri), ales la 5 noiembrie 2023, este următoarea:
|  | Partid                                        | Consilieri | Componență | Componență | Componență | Componență | Componență | Componență |
|  | --------------------------------------------- | ---------- | ---------- | ---------- | ---------- | ---------- | ---------- | ---------- |
|  | Partidul Dezvoltării și Consolidării Moldovei | 6          |            |            |            |            |            |            |
|  | Candidat independent PETRU CUJBĂ              | 1          |            |            |            |            |            |            |
|  | Partidul Acțiune și Solidaritate              | 4          |            |            |            |            |            |            |
|  | Coaliția pentru Unitate și Bunăstare          | 1          |            |            |            |            |            |            |
|  | Partidul Socialiștilor din Republica Moldova  | 1          |            |            |            |            |            |            |

## Personalități

### Născuți în Molești
- Pavel Guciujna (1881–1953),  preot ortodox, publicist și politician român de origine găgăuză.